# Department of National Defence

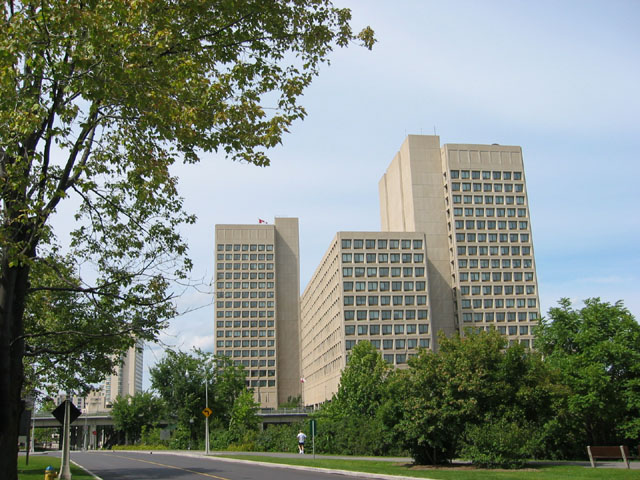
Department of National Defence im Major-General George R. Pearkes Building in Ottawa

Das Department of National Defence (DND, englisch) bzw. wegen der staatlichen kanadischen Zweisprachigkeit gleichberechtigt auch Ministère de la Défense nationale (MDN, französisch) ist das Verteidigungsministerium von Kanada. Die Hauptaufgabe dieses Ministeriums ist es die Aufrechterhaltung der Kampfbereitschaft des Militärs sowie die Verteidigung des Landes. Der Dienstsitz befindet sich im National Defence Headquarters/Quartier général de la Défense nationale in Ottawa, in der kanadischen Provinz Ontario. Für das Ministerium sind 24.000 Zivilisten sowie ca. 65.000 aktives militärisches Personal tätig. Im Jahr 2011 betrug das Budget der Behörde 20,4 Milliarden CAD.
Seit dem 26. Juli 2023 ist Bill Blair, erst im 29. Kanadischem Kabinett von Justin Trudeau und dann auch im folgenden 30. Kanadischem Kabinett von Mark Carney, als Minister für das Verteidigungsministerium verantwortlich. Er folgt damit Anita Anand, welche diesen Posten seit 2021 innehatte und selber Harjit Sajjan, Verteidigungsminister seit 2015, abgelöst hatte.

## Geschichte
Das Verteidigungsministerium nahm den Betrieb zum 1. Januar 1923 auf. Mit dem Inkrafttreten des National Defence Act und den Zusammenschluss mit den Department of Naval Services, dem Department of Militia and Defence sowie dem Air Board entstand ein Ministerium, mit dem die Ressourcen besser eingesetzt werden konnten. Durch die Konzentrierung und Zusammenlegung von Verwaltungsaufgaben, konnten Einsparungspotentiale sowie die Aufgaben effizienter bearbeitet werden. Des Weiteren konnten durch die Zusammenlegung auch die militärischen Einsätze besser koordiniert werden.

## Organisation
Unter der Verfassung von Kanada unter der britischen Monarchie ist aktuell König Charles III. Oberbefehlshaber der kanadischen Streitkräfte. Er wird in Kanada vom Generalgouverneur von Kanada, aktuell von Mary Simon repräsentiert. Ihr unterstellt ist der Stabschef (CDS/CEMD), aktuell General Jonathan Vance, der kanadischen Streitkräfte. Der Generalgouverneur von Kanada ernennt den Verteidigungsminister auf Vorschlag des Premierministers. Der Verteidigungsminister übernimmt die Kontroll- und Verwaltungsaufgaben der Streitkräfte sowie dem Schutz des Landes. Laut dem Artikel I Sektion 2 und den Unterpunkten (a) und (b) der Verfassung steht die.
(a): „Permanenten Aufrechterhaltung der Kampfbereitschaft der kanadischen Streitkräfte zum Schutz des Landes.“
(b): „Forschung und Entwicklung sowie Verbesserung der materiellen Ausstattung um die Kampfbereitschaft der Streitkräfte sicherzustellen.“
Die Department of National Defence's Verwaltung gliedert sich in zwei Teilbereiche innerhalb des DND. Das sind die Büros des Verteidigungsministers und des Armed Forces Councils.

### Streitkräfterat
Die formelle und die operative Koordination übernimmt der Armed Forces Council/Conseil des Forces armées. Der Rat setzt sich aus hochrangigen Militärangehörigen für jeden Teilbereich der kanadischen Streitkräfte zusammen, dazu kommen weitere hochrangige Generäle. Zu den Mitgliedern des Rats gehören:
(CA) = Kanadische Armee; (RCN) = Royal Canadian Navy; (RCAF) = Royal Canadian Air Force
| - General Jonathan Vance, (CA) – Stabschef - Generalleutnant Guy Thibault, (CA) – Vizestabschef - Vizeadmiral Mark Norman, (RCN) – Oberbefehlsgeber der Seestreitkräfte - Generalleutnant Marquis Hainse, (CA) – Oberbefehlsgeber des Heeres - Generalleutnant Michael Hood, (RCAF) – Oberbefehlsgeber der Luftstreitkräfte - Generalleutnant David Millar, (RCAF) – Zuständig für militärisches Personal | - Konteradmiral Jennifer Bennett, (RCN) – Zuständig für Reservisten und Kadetten - Generalmajor Blaise Cathcart, (CA) – Zuständig für das Militärgericht (Judge Advocate General – JAG) - Generalmajor Paul Wynnyk, (CA) – Chef des Militärgeheimdienstes - Chefadjutant Kevin West, (RCAF) – ranghöchster Unteroffizier |

### Teilstreitkräfte
Die folgenden Teilstreitkräfte sind dem Department of Defence untergestellt.
- Canadian Army
- Royal Canadian Navy
- Royal Canadian Air Force
- Canadian Expeditionary Force Command
- Canadian Special Operations Forces Command
- Canadian Operational Support Command
- Canada Command

Folgende Assistant Deputy Ministers (ADM) müssen dem Deputy Minister regelmäßig Bericht erstatten. Diese werden an den obersten Befehlshaber (Chief of the Defence Staff) der Streitkräfte weitergeleitet.
- ADM (Policy)
- ADM (Science and Technology)
- ADM (Materiel)
- ADM (Finance and Corporate Services)
- ADM (Infrastructure and Environment)
- ADM (Information Management)
- ADM (Public Affairs)

## Weitere Einrichtungen
Das DND verfügt und verwaltet über weitere Einrichtungen, die für militärisches, als auch für ziviles Personal zuständig sind:
- Communications Security Establishment Canada (CSEC),
- Intelligence Branch (Int Branch),
- Defence Research and Development Canada (DRDC),
- Canadian Forces Military Police (CFMP) sowie der Canadian Forces National Investigation Service (CFNIS),
- Military Police Complaints Commission (MPCC),
- Canadian Forces Housing Agency (CFHA),
- Judge Advocate General (JAG),
- Canadian Forces Personnel Support Agency
- National Search and Rescue Secretariat